# Alexejew 150
Als Alexejew 150 (auch Samoljot (Flugzeug) 150 oder nur 150) wird der zweistrahlige Prototyp eines Frontbombenflugzeugs bezeichnet, der unter der Leitung von Semjon Michailowitsch Alexejew in der Sowjetunion entworfen und gebaut wurde.
Dabei kam eine Gruppe deutscher Spezialisten zum Einsatz, das nach dem Ende des Zweiten Weltkrieges von der Sowjetunion „übernommen“ worden war. In dem Team arbeitete auch Brunolf Baade mit, der nach seiner Rückkehr nach Deutschland in der DDR die mit der 150 gemachten Erfahrungen in die Konstruktion des einzigen dort entwickelten und erprobten Passagierflugzeuges, der 152, einfließen ließ. Die Gruppe führte die Tradition der Junkers-Projektbezeichnungen weiter, daher wurde die 150 auch als EF 150 bezeichnet.

## Entwicklung
Ausgangsmuster war das von Brunolf Baade im Oktober 1948 vorgelegte Projekt eines zweistrahligen Pfeilflügelbombers mit der Bezeichnung RB-2. Dieser sollte bei einer Höchstgeschwindigkeit von 1.100 km/h eine Waffenlast von 1.500 Kilogramm 4.500 Kilometer weit befördern können. Als Gipfelhöhe wurden 15.000 Meter errechnet.
Es war geplant, Samoljot 150 als Ergänzung für die beiden Bomber Tupolew Tu-14 und Iljuschin Il-28 bei den Luftstreitkräften einzuführen. Als Triebwerk war zuerst das Mikulin AM-3 vorgesehen, man entschied sich nach gründlichen Berechnungen jedoch für zwei – wie man annahm – leistungsstärkere Ljulka-AL-3-Aggregate, was sich später jedoch als Irrtum herausstellte. Später setzte Alexejew den Einbau des Ljulka AL-5 durch, vermutlich wegen persönlicher Differenzen gegenüber Mikulin und Baade. Im Dezember 1949 wurde er aufgrund dieser Spannungen aus dem Projekt 150 entlassen und auf Befehl Stalins das AM-3 als Antrieb vorgesehen.
Erstmals wurde in ein sowjetisches Flugzeug das vom Baade-Team entwickelte Tandemfahrwerk eingebaut. Es bestand aus einem Bug- sowie einem Hauptrad im Rumpf, an den Tragflächenenden waren kleine Stützräder an Streben angebracht, die im Flug nach hinten geklappt wurden. Die zur gleichen Zeit entwickelte US-amerikanische Boeing B-47 hat eine sehr ähnliche konstruktive Auslegung. Es wurde zuvor an dem Experimentaljäger I-215D getestet. An den gepfeilten Tragflächen waren je zwei Grenzschichtzäune angebracht.
Nach zahlreichen Bodentests und Verzögerungen, hervorgerufen durch die Verlegung des gesamten Projektes auf den 200 Kilometer entfernten Flugplatz Luchowizy, nahm Samoljot 150 mit dem Testpiloten Jakow I. Wernikow am 5. Oktober 1952 die Flugerprobung auf. Als Antriebe dienten AL-5, da die zwei AM-3 nicht rechtzeitig zur Verfügung standen. Die in das Projekt gesetzten Erwartungen wurden erfüllt. So wurde die geforderte Höchstgeschwindigkeit von 790 km/h nicht nur erreicht, sondern auch um 140 km/h übertroffen. Parallel zur Erprobung wurde an einem als 150-P bezeichneten Aufklärungsflugzeug gearbeitet, das aber das Projektstadium nicht verließ.
Am 9. Mai 1953 machte die Maschine beim Landeanflug eine Bruchlandung und wurde dabei schwer beschädigt. Da die Tupolew Tu-16, die ebenfalls mit dem AM-3 ausgerüstet 1952/53 ihre Flugerprobung absolvierte, bessere Leistungsparameter als die 150 aufwies, wurde das ganze Projekt schließlich aufgegeben. Einzelne Komponenten des Flugzeugs wurden dem Moskauer Luftfahrtinstitut für Lehrzwecke übergeben. Brunolf Baade kehrte kurze Zeit später in die DDR zurück.

## Technische Daten

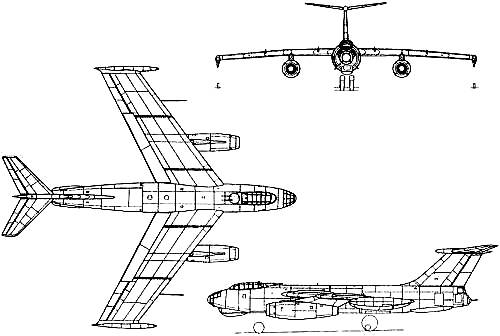
Dreiseitenansicht

| Kenngröße             | Daten                                           |
| --------------------- | ----------------------------------------------- |
| Besatzung             | 4                                               |
| Länge                 | Rumpf 23,88 m gesamt 26,74 m                    |
| Spannweite            | 24,10 m                                         |
| Höhe                  | 7,6 m                                           |
| Pfeilung              | 35°                                             |
| Startmasse            | 47.000 kg                                       |
| Antrieb               | zwei Strahltriebwerke Ljulka AL-5               |
| Leistung              | je 49,5 kN                                      |
| Höchstgeschwindigkeit | 850 km/h in Bodennähe 930 km/h in 10.000 m Höhe |
| Dienstgipfelhöhe      | 12.500 m                                        |
| Reichweite            | 1.500 km bei voller Zuladung                    |
| Bewaffnung            | sechs 20-mm-MK                                  |
| Bombenlast            | 6.000 kg                                        |